# Radiko
radiko（ラジコ）は、株式会社radiko（英: radiko Co., Ltd.）が運営する日本のIPサイマルラジオサービス。2010年3月にサービスを開始した。キャッチコピーは「世界を広げる、音がある。」。

## 概要
ラジオ放送をインターネットで同時にサイマル配信（ライブストリーミング）するインターネットラジオの一種。
- 放送局の放送エリア内で以前は良好な受信が可能であった地域が、都市化により高層建築物やインバータなどの雑音源増加で受信環境が悪化している。
- 聴取率が特に若年層で年々低下している。
- 地形・離島などに起因する難聴地域がある。
- ラジオ受信機の販売数量が逓減傾向である。
- 聴取者の減少に伴い広告費も低下し、放送局の経営環境が悪化している。

などラジオ業界の諸問題に対応する打開策として、インターネットのIP通信を利用して地上波ラジオ放送と原則同じ内容をサイマル配信するサービスが考案され、「IPサイマルラジオ協議会」として2010年3月15日から実用化試験配信を行い、同年12月1日に在京・在阪民間放送局と電通の計14社で「株式会社radiko」を設立し本格運用を開始した。
サービスを開始した当初は、在京・在阪の一部局のみの参加であり、radikoサービス自体に否定的な局や、経費上の都合から配信不参加の放送局も存在した。しかし、参加局は年々増加していき、サービス開始10年目となる2020年9月1日にFM徳島が参加したことでradiko本体が目指した民放ラジオ全局参加を達成した。
県域局以外については、2012年4月にラジオNIKKEI・放送大学が全国配信を開始し、聴取エリアが全都道府県に拡大。2017年10月2日からNHKと民放連との共同ラジオキャンペーンの一環として、関東広域圏など一部地域を対象に、radikoによるNHKラジオの配信を実験的に開始。後に配信地域を全国に拡大し、2019年4月よりNHKラジオの配信もradikoの正式サービスに格上げされた。
基本サービスは、ユーザーのIP情報やGPS情報を基に地域判定を行い、地域ごとの放送局を無料配信している。基本サービスの地域制限は、ラジオ放送の広告形態の問題からかけられているが、2014年4月からは加盟局を全国で聴取可能とする有料サービス「radiko.jpプレミアム」（エリアフリー聴取）も開始され（以下「radikoプレミアム」と記す）、フリーミアムサービスに移行している。電波によってリアルタイムで受信出来る地域でも放送対象地域外の場合はプレミアム会員となってエリアフリーを申し込む必要がある。
AM放送は、ラジオ受信環境の問題点としてあった雑音問題が解消されており、HE-AAC v2 48kbpsステレオを採用して着うたフルと同等レベルのクリアな音質で聴取できる。
非会員・プレミアム会員を問わず、録音機能サービスは現在まで公式アプリ上では提供されていない。radikoで放送される番組音源の録音は、ライン出力により別機器で録音を行うか録音のためのソフトを別途用意する必要がある（非公式の互換アプリではradikoを録音できる機能が存在する。後述）。radiko公式では2016年10月11日から放送番組を最大7日前の番組から再生できる「タイムフリー聴取」機能を実証実験として追加している。
本サービスは日本国内限定としていることから、日本国外ではプレミアム会員でも聴取できず、公式サイトの会員設定ページにもアクセスできない仕組みとなっている。radikoでオリンピック中継がライブ・タイムフリー・エリアフリーの制限を問わずに問題なく配信されているのはこの措置になっているためによるもの。
都道府県境付近では、双方のエリアの表示がされる場合があるが、聴取できるのはGPSにより判定されたエリアの放送のみである。屋内でGPS衛星が受信できない場合は、受信できる携帯電話の基地局で判定する。一方、本来はエリア外で聴取できないラジオ局（主に在京局）が、サーバの関係で聴取できるケースも存在する。

## 沿革
- 2007年（平成19年）4月23日：在阪ラジオ局と 電通関西支社による「IPラジオ研究協議会」が発足。
- 2008年（平成20年）3月5日：大阪府域限定で、IPv6マルチキャスト方式による在阪民放ラジオ局6局の試験配信「RADIKO（ラジコ）」を開始[11]。
  - この時期の試験配信では「大阪府域限定」「NTT西日本・フレッツ光プレミアムのユーザのモニター会員」「Windows Vista端末」「1000人限定」の細かな聴取条件が存在した[11]。
- 2009年（平成21年）12月15日：IPラジオ研究協議会に在京ラジオ局が加わる形で「IPサイマルラジオ協議会」が発足。
- 2010年（平成22年）
  - 2月12日・2月13日 - 3月15日（実際は3月14日夜）より、IPサイマルラジオ「radiko」による試験サイマル配信が開始されると報道された。
  - 3月15日：この日0時（3月14日深夜24時）[注 8]、「radiko」実用化試験配信開始。サービス開始初日はアクセスが殺到したことで（同日の聴取人数[12]、ユニークユーザー30万人、延べ105万人[注 9]）、サイトにつながらなくなるなどの事態が生じた[14][15]。試験放送終了後の同年9月より新しいラジオの聴取形態になると考えられた。
  - 3月18日：開始初日からサイトにつながりにくい状況が続いたため、急遽アクセス環境改善の対応策を行った[16]。
    - 総ストリーム数（聴取回数）は第1週で約523万回を達成、第2週・第3週は落ちたが第4週は約487万回に回復[17][18]。

  - 4月7日：システムメンテナンスを行い、セキュリティの強化を実施[19][20]。
  - 4月12日：公式アプリケーション・ソフト「radikoガジェット」を公開[21]。
  - 4月30日：radiko配信開始後1カ月間の総ストリーム数（1749万）・平均聴取時間（22分2秒）・radikoガジェットのダウンロード数（24万）とiOS版（iPhone向け）radiko公式アプリをAppleに申請した事を発表[22][23]。
  - 5月10日：iPhone版公式アプリの提供を開始[24][25]。
  - 7月27日：Android版公式アプリの提供を開始[26]。
  - 12月1日：株式会社radikoを設立、radikoの本格サービスをIPサイマルラジオ協議会から委譲を受けて開始。同時に聴取可能エリアを関東は群馬県・栃木県・茨城県を含めた1都6県に、関西は滋賀県・和歌山県を含めた2府4県に拡大[27]。
  - 12月27日：NTT東日本の生活情報端末「光iフレーム」向けにradikoの配信提供を開始[28]。
- 2011年（平成23年）
  - 2月3日：春以降のサービス拡大とともに、パナソニック製テレビVIERAの3月以降に発売される新機種でも「テレビdeネット」機能を使うことでradikoのサービスを受けられることを発表[29]。
  - 3月13日：東北地方太平洋沖地震（東日本大震災）への対応で、エリア制限を一時的に解除。
  - 3月25日：中京地区の実用化試験配信開始[30]。政令指定都市外の放送局の配信、配信対象エリアを県単位とする放送局の配信はこれが初。
  - 4月12日：関東・関西周辺局の実用化試験配信開始[31]。
  - 4月20日：北海道地区（この時点ではFM NORTH WAVEを除く3局）の実用化試験配信開始。
  - 4月22日：福岡地区（この時点ではcross fmを除く4局）の実用化試験配信開始。
  - 4月28日：東日本大震災の復興支援などを目的として「radiko.jp復興支援プロジェクト」[32]を開設し、被災地のラジオ局の全国配信を順次開始[33][34]（2012年3月31日まで）。
  - 7月1日：関西地区で新たに2局の実用化試験配信を開始。
  - 7月20日：広島地区の実用化試験配信を開始。
  - 9月26日：中京地区、本配信へ移行[35]。
  - 10月3日：石川、長野、静岡、鹿児島の各地区の実用化試験配信開始[35]。PCサイトを刷新する。
  - 10月12日 - 関東・関西周辺局、本配信へ移行[35]。
  - 10月20日：北海道地区、本配信へ移行[35]。
  - 10月24日：福岡地区、本配信へ移行[35]。
  - 12月6日：株式会社radiko、ラジオ局、広告会社、地域電気通信事業者など21社を引受先とする総額1億1,810万円の第三者割当増資を実施[36]。
- 2012年（平成24年）
  - 1月30日：福井、山陰、長崎、熊本の各地区の実用化試験配信開始。これによりradiko参加局は54局となり、全地上波民放ラジオ100局（当時）の過半数に達した[37]。
  - 2月14日：音声と連動してradikoを聴取中のパソコン画面などに広告を表示するサービス「SYNCRO AD（シンクロアド）」を4月以降に開始すると表明[38]。
  - 4月1日：FM COCOLOが関西インターメディアからFM802に譲渡され、初の「1社2系統」配信となる。
  - 4月2日：岩手、宮城、福島、新潟、富山、大分、宮崎の各地区の試験配信を開始。同時にラジオNIKKEIの配信エリアを全47都道府県に拡大、放送大学とともにradiko初の全国配信を開始[39]。
  - 7月2日：radikoの配信プラットフォームの安定運用や品質向上、新規ビジネスの開発などを担う新会社として、株式会社メディアプラットフォームラボをradiko、朝日放送、NTTスマートコネクトの3社共同出資で設立[40]。
  - 7月27日：ラジオNIKKEI第2の全国配信を開始[41]。
  - 11月1日：愛媛地区の試験配信を開始[42]。
- 2013年（平成25年）
  - 1月11日：沖縄地区の試験配信を開始。
  - 4月1日：ウェブサイトを全面的に刷新する。
  - 4月23日：スマートフォン用アプリを刷新する。
  - 5月28日：ソニー・コンピュータエンタテインメントがPlayStation Vita用アプリの提供を開始[43]。
  - 6月9日：24時間限定でAKB48 32ndシングル選抜総選挙の上位5名のインタビュー音声を独占配信する特設チャンネルを開設。radikoのシステムで独自コンテンツを全国配信する初の試みとなる[44]。
  - 7月1日：ラジオ日本・bayfm・NACK5・FMヨコハマの配信エリアが北関東3県にも拡大。
  - 7月25日：株式会社radiko、ラジオ局14社を引受先とする総額3,870万円の第三者割当増資を実施。2度目の増資となり、資本金は3億3,680万円になる[45]。
- 2014年（平成26年）
  - 4月1日：エリアフリー聴取サービス「radiko.jpプレミアム」を開始[7]。この時点で既に全国区のラジオNIKKEIと放送大学もシステム上はradiko.jpプレミアムでも配信される。
  - 4月30日：cross fmが福岡県内とradiko.jpプレミアムで配信開始[46]。
  - 5月9日：ふくしまFMが福島県内とradiko.jpプレミアムで配信開始[47]。
  - 8月1日：ラジオ福島がradiko.jpプレミアムで配信開始[48]。
  - 9月1日：MBSラジオがradiko.jpプレミアムで配信開始[49]。
  - 10月1日：青森放送が青森県内とradiko.jpプレミアムで配信開始[50][51]。KBS京都ラジオが京都府内に加えて滋賀県内で配信開始。
  - 11月4日：新潟放送がradiko.jpプレミアムで配信開始[52]。
  - 12月1日：山陽放送が岡山県内とradiko.jpプレミアムで[53]、栃木放送が栃木県内とradiko.jpプレミアムで[54]、南日本放送がradiko.jpプレミアムで[55]、それぞれ配信開始。
- 2015年（平成27年）
  - 3月30日：静岡放送と信越放送がradiko.jpプレミアムで配信開始[56]。
  - 4月1日：高知放送が高知県内とradiko.jpプレミアムで、四国放送が徳島県内でそれぞれ配信開始[57]。
  - 7月1日：福井放送がradiko.jpプレミアムで配信開始[58]。
  - 7月30日：FM NORTH WAVEが北海道内とradiko.jpプレミアムで[59]、InterFM NAGOYAが愛知県・岐阜県・三重県とradiko.jpプレミアムでそれぞれ配信開始[60]。
  - 9月18日：山形放送が山形県内とradiko.jpプレミアムで配信開始[61]。
  - 9月28日：RCCラジオがradiko.jpプレミアムで行っていた時間制限を廃止。
  - 9月30日：エフエム岩手が岩手県内とradiko.jpプレミアムで配信開始[62][63]。
- 2016年（平成28年）
  - 4月1日：FM GIFUが岐阜県内とradiko.jpプレミアムで配信開始[64]。
  - 5月9日：FM-FUJIが山梨県内とradiko.jpプレミアムで[65]、山口放送が山口県内とradiko.jpプレミアムでそれぞれ配信開始[66]。
  - 9月29日：Date fmが宮城県内とradiko.jpプレミアムで配信開始[67]。
  - 10月11日：「タイムフリー聴取」と「シェアラジオ」の実証実験を開始[68]。
- 2017年（平成29年）
  - 3月31日：KNBラジオ[69]とJRT四国放送[70]がradiko.jpプレミアムで配信開始。これにより、全てのradiko参加局でradiko.jpプレミアム配信が実施されることになった。
  - 4月3日：エフエム青森が青森県内とradiko.jpプレミアムで[71]、エフエム鹿児島（μFM）が鹿児島県内とradiko.jpプレミアムで[72]、エフエム愛媛が愛媛県内とradiko.jpプレミアムで[73]、それぞれ配信開始。
  - 6月1日：秋田放送が秋田県内とradiko.jpプレミアムで配信開始[74]。
  - 10月2日
    - ラジオ関西が通常配信対象地域を京都府に拡大[75]。
    - 関東広域（1都6県）及び福岡県、宮城県、広島県、愛媛県の5エリアにおいて、NHKラジオ第1・NHKラジオ第2・NHK-FMの実験的配信を2018年3月30日まで実施[5]。
    - ラジオ沖縄とFM沖縄が沖縄県内とradiko.jpプレミアムで配信開始[76]。
    - タイムフリー機能をアップデートし、番組再生から24時間以内であればその番組を合計3時間まで聴取できるように変更[77]。

  - 10月10日：山梨放送が山梨県内とradiko.jpプレミアムで配信開始[78]。
  - 11月1日：西日本放送が香川県内とradiko.jpプレミアムで配信開始[79][80]。当局の配信開始をもって中波民間放送局の親局は全局が揃った。
- 2018年（平成30年）
  - 2月1日：FM香川が香川県内とradiko.jpプレミアムで配信開始[81][82]。
  - 4月1日：5:00以降よりジャニーズ事務所所属タレントのエリアフリー（radikoプレミアム）及びタイムフリーでの配信を解禁[83]。
  - 4月2日：FM山口が山口県内とradiko.jpプレミアムで配信開始[84]。
  - 4月12日：NHKラジオ第1・NHKラジオ第2・NHK-FMの3局の実験配信をこの日の正午から2019年3月31日まで実施するとともに、配信エリアを全国に拡大[85][86]。
  - 7月2日：FM福井が福井県内とradiko.jpプレミアムで配信開始[87]。
  - 7月24日：音声によるターゲティング広告モデル「ラジコオーディオアド」の実証実験を在京7局で開始[88]。
  - 10月1日：放送大学学園による地上波の番組放送が前日に終了したため、同局の配信ソースをBSデジタルラジオ放送に切り替えた。
- 2019年（平成31年/令和元年）
  - 3月18日
    - ロゴを「radiko.jp」から「radiko」に変更[89]。
    - iOS/Android公式アプリをリニューアル。新たに『「あなたへ」おすすめ表示機能』『「人気番組」表示機能』『「関連番組」表示機能』といったレコメンド機能が追加された[90]。

  - 3月29日：スマートデバイスリンク対応車載器と連携可能なAndroid用公式アプリ「radiko auto」をリリース[91]。
  - 4月1日：NHKラジオ第1とFMの配信をradikoの正式サービスとして開始[92]。
  - 9月5日：auスマートパス/同プレミアム向けの「radiko for au」サービス開始。同サービスの独自機能として、全国のFM局がエリアフリーで自由に聞ける（ライブ放送のみ・タイムフリーは対象外）[93]。
- 2020年（令和2年）
  - 3月2日：Hi-Sixが高知県内とradiko.jpプレミアムで配信開始[94]。
  - 4月1日
    - エフエム秋田が秋田県内とradiko.jpプレミアムで、Rhythm Stationが山形県内とradiko.jpプレミアムで、V-airが島根・鳥取両県内とradiko.jpプレミアムで、FM岡山が岡山県内とradiko.jpプレミアムで、JOY FMが宮崎県内とradiko.jpプレミアムでそれぞれ配信開始[95]。
    - 本サービスのデータを利用して、毎日のラジオ聴取状況を推計する「ラジオ365データ」をビデオリサーチが提供開始。開始当初は首都圏エリア[注 10]を対象とする[96][97]。

  - 4月15日：FM佐賀が佐賀県内とradiko.jpプレミアムで配信開始[98]。
  - 6月30日：FM PORTとRadio NEOが閉局に伴い、配信を終了[99][100]（タイムフリーを含む[注 11]・Radio NEOは同日12:00、FM PORTは同日24:00に終了[101][102]）。
  - 7月1日：グノシー（iOS版のみ）にてradikoの試験配信（NHKと放送大学を除く）を開始[103]。
  - 8月：radikoプレミアム会員数が79万人を突破。
  - 9月1日：FM徳島が徳島県内とradiko.jpプレミアムで配信開始[104]。これにより現在放送中の民放ラジオ99局全てが参加[105][注 12]となる。
  - 10月28日：radikoプレミアムの決済方法に「PayPal」を追加[106]。
- 2021年（令和3年）
  - 4月1日
    - ラジオ関西が通常配信対象地域を滋賀県・奈良県・和歌山県に拡大[107]。
    - KBS京都ラジオが通常配信対象地域を大阪府に拡大[108]。

  - 7月1日：茨城放送が通常配信対象地域を東京都・栃木県・群馬県・埼玉県・千葉県・神奈川県に拡大[109]。
  - 10月1日：NBCラジオが長崎県内に加えて佐賀県内で配信開始[110]。
  - 12月6日：RKBラジオ・KBCラジオが福岡県内に加えて佐賀県内で配信開始[111][112]。
- 2022年（令和4年）
  - 4月1日：α-STATIONが通常配信対象地域を大阪府に拡大[113]。
  - 8月：radikoプレミアム会員数が100万人を突破[114]。
  - 10月4日：radikoプレミアムの決済方法に「アプリ内課金」を追加、radikoアプリにおいてSNSログイン機能を実装[115]。
- 2023年（令和5年）3月30日：α-STATIONが通常配信対象地域を滋賀県、奈良県に拡大。
- 2024年（令和6年）
  - 2月14日：ポッドキャスト機能を追加[116]。
  - 3月31日：同日18時15分をもって、放送大学の配信を終了した[117][118]。
  - 8月7日：同日から同月23日まで開催された第106回全国高等学校野球選手権大会を「オーディオ高校野球」（朝日放送ラジオ製作）として、エリアによる制限無し、完全中継で無料配信した[119][120]。第107回全国高等学校野球選手権大会の大会でも同様に実施[121]。
  - 10月7日：過去30日以内の番組を期間内無制限で聴取可能とするタイムフリー拡張オプション「タイムフリー30」並びに「ダブルプラン」の有料サービスを開始[122][123][124]。
- 2025年（令和7年）7月2日：Apple CarPlayとAndroid Autoに対応[125]。

## 配信実施放送局と対象地域

### 民放ラジオの配信
2024年4月1日以降は、98社・100局により配信されている。地域・放送局名の表記はradikoで表記されるものに可能な限り合わせている。
放送局記号はラテン文字の大文字で統一されており、放送局の略称や、通称のローマ字表記やそれを省略したもの、コールサインなどが流用されている。2010年から配信している「古参」の局は文字数も3文字で統一されており、一部の局で文字数調整の工夫が発生している。
| 地上波放送 対象地域 | 放送局名                    | 放送局記号    | 通常配信 地域                                      | 実用化試験 配信開始日 | 本配信開始日   | プレミアム 配信開始日 | 備考                              |
| ------------------- | --------------------------- | ------------- | -------------------------------------------------- | --------------------- | -------------- | --------------------- | --------------------------------- |
| 北海道              | HBCラジオ                   | HBC           | 北海道                                             | 2011年4月20日         | 2011年10月20日 | 2014年4月1日          | [ 注 15 ]                         |
| 北海道              | STVラジオ                   | STV           | 北海道                                             | 2011年4月20日         | 2011年10月20日 | 2014年4月1日          | [ 注 15 ]                         |
| 北海道              | AIR-G'（FM北海道）          | AIR-G         | 北海道                                             | 2011年4月20日         | 2011年10月20日 | 2014年4月1日          | [ 注 15 ]                         |
| 北海道              | FM NORTH WAVE               | NORTHWAVE     | 北海道                                             | -                     | 2015年7月30日  | 2015年7月30日         | [ 注 16 ] [ 59 ]                  |
| 青森県              | RAB青森放送                 | RAB           | 青森県                                             | -                     | 2014年10月1日  | 2014年10月1日         | [ 注 17 ] [ 注 18 ] [ 50 ] [ 51 ] |
| 青森県              | エフエム青森                | AFB           | 青森県                                             | -                     | 2017年4月3日   | 2017年4月3日          | [ 127 ] [ 注 19 ]                 |
| 岩手県              | IBCラジオ                   | IBC           | 岩手県                                             | 2012年4月2日          | 2012年10月     | 2014年4月1日          | [ 注 20 ]                         |
| 岩手県              | エフエム岩手                | FMI           | 岩手県                                             | -                     | 2015年9月30日  | 2015年9月30日         | [ 128 ]                           |
| 秋田県              | ABS秋田放送                 | ABS           | 秋田県                                             | -                     | 2017年6月1日   | 2017年6月1日          | [ 74 ]                            |
| 秋田県              | エフエム秋田                | AFM           | 秋田県                                             | -                     | 2020年4月1日   | 2020年4月1日          |                                   |
| 宮城県              | TBCラジオ                   | TBC           | 宮城県                                             | 2012年4月2日          | 2012年10月     | 2014年4月1日          |                                   |
| 宮城県              | Date fm（エフエム仙台）     | DATEFM        | 宮城県                                             | -                     | 2016年9月29日  | 2016年9月29日         |                                   |
| 山形県              | YBC山形放送                 | YBC           | 山形県                                             | -                     | 2015年9月18日  | 2015年9月18日         | [ 61 ]                            |
| 山形県              | Rhythm Station エフエム山形 | RFM           | 山形県                                             | -                     | 2020年4月1日   | 2020年4月1日          |                                   |
| 福島県              | RFCラジオ福島               | RFC           | 福島県                                             | 2012年4月2日          | 2012年10月     | 2014年8月1日          | [ 注 21 ] [ 注 22 ]               |
| 福島県              | ふくしまFM                  | FMF           | 福島県                                             | -                     | 2014年5月9日   | 2014年5月9日          | [ 47 ]                            |
| 関東広域圏          | TBSラジオ                   | TBS           | 東京都 神奈川県 埼玉県 千葉県 茨城県 栃木県 群馬県 | 2010年3月15日         | 2010年12月1日  | 2014年4月1日          |                                   |
| 関東広域圏          | 文化放送                    | QRR           | 東京都 神奈川県 埼玉県 千葉県 茨城県 栃木県 群馬県 | 2010年3月15日         | 2010年12月1日  | 2014年4月1日          |                                   |
| 関東広域圏          | ニッポン放送                | LFR           | 東京都 神奈川県 埼玉県 千葉県 茨城県 栃木県 群馬県 | 2010年3月15日         | 2010年12月1日  | 2014年4月1日          |                                   |
| 関東広域圏          | interfm                     | INT           | 東京都 神奈川県 埼玉県 千葉県 茨城県 栃木県 群馬県 | 2010年3月15日         | 2010年12月1日  | 2014年4月1日          | [ 注 24 ]                         |
| 東京都              | TOKYO FM                    | FMT           | 東京都 神奈川県 埼玉県 千葉県 茨城県 栃木県 群馬県 | 2010年3月15日         | 2010年12月1日  | 2014年4月1日          |                                   |
| 東京都              | J-WAVE                      | FMJ           | 東京都 神奈川県 埼玉県 千葉県 茨城県 栃木県 群馬県 | 2010年3月15日         | 2010年12月1日  | 2014年4月1日          |                                   |
| 神奈川県            | ラジオ日本                  | JORF          | 東京都 神奈川県 埼玉県 千葉県 茨城県 栃木県 群馬県 | 2011年4月12日         | 2011年10月12日 | 2014年4月1日          | [ 注 26 ]                         |
| 神奈川県            | FMヨコハマ                  | YFM           | 東京都 神奈川県 埼玉県 千葉県 茨城県 栃木県 群馬県 | 2011年4月12日         | 2011年10月12日 | 2014年4月1日          |                                   |
| 埼玉県              | NACK5                       | NACK5         | 東京都 神奈川県 埼玉県 千葉県 茨城県 栃木県 群馬県 | 2011年4月12日         | 2011年10月12日 | 2014年4月1日          |                                   |
| 千葉県              | BAYFM78                     | BAYFM78       | 東京都 神奈川県 埼玉県 千葉県 茨城県 栃木県 群馬県 | 2011年4月12日         | 2011年10月12日 | 2014年4月1日          |                                   |
| 茨城県              | LuckyFM 茨城放送            | IBS           | 東京都 神奈川県 埼玉県 千葉県 茨城県 栃木県 群馬県 | 2011年4月12日         | 2011年10月12日 | 2014年4月1日          |                                   |
| 栃木県              | RADIO BERRY                 | RADIOBERRY    | 栃木県                                             | 2011年4月12日         | 2011年10月12日 | 2014年4月1日          |                                   |
| 栃木県              | CRT栃木放送                 | CRT           | 栃木県                                             | -                     | 2014年12月1日  | 2014年12月1日         | [ 注 28 ]                         |
| 群馬県              | FM GUNMA                    | FMGUNMA       | 群馬県                                             | 2011年4月12日         | 2011年10月12日 | 2014年4月1日          |                                   |
| 長野県              | SBCラジオ                   | SBC           | 長野県                                             | 2011年10月3日         | 2012年4月2日   | 2015年3月30日         | [ 注 29 ]                         |
| 長野県              | FM長野                      | FMN           | 長野県                                             | 2011年10月3日         | 2012年4月2日   | 2014年4月1日          |                                   |
| 山梨県              | YBSラジオ                   | YBS           | 山梨県                                             | -                     | 2017年10月10日 | 2017年10月10日        | [ 注 30 ]                         |
| 山梨県              | FM FUJI                     | FM-FUJI       | 山梨県                                             | -                     | 2016年5月9日   | 2016年5月9日          | [ 注 30 ]                         |
| 新潟県              | BSNラジオ                   | BSN           | 新潟県                                             | 2012年4月2日          | 2012年10月     | 2014年11月4日         |                                   |
| 新潟県              | FM NIIGATA                  | FMNIIGATA     | 新潟県                                             | 2012年4月2日          | 2012年10月     | 2014年4月1日          |                                   |
| 富山県              | KNBラジオ                   | KNB           | 富山県                                             | 2012年4月2日          | 2012年10月     | 2017年3月31日         |                                   |
| 富山県              | FMとやま                    | FMTOYAMA      | 富山県                                             | 2012年4月2日          | 2012年10月     | 2014年4月1日          |                                   |
| 石川県              | MROラジオ                   | MRO           | 石川県                                             | 2011年10月3日         | 2012年4月2日   | 2014年4月1日          | [ 注 31 ]                         |
| 石川県              | エフエム石川                | HELLOFIVE     | 石川県                                             | -                     | 2012年4月2日   | 2014年4月1日          |                                   |
| 福井県              | FBCラジオ                   | FBC           | 福井県                                             | 2012年1月30日         | 2012年7月      | 2015年7月1日          |                                   |
| 福井県              | FM福井                      | FMFUKUI       | 福井県                                             | -                     | 2018年7月2日   | 2018年7月2日          |                                   |
| 静岡県              | SBSラジオ                   | SBS           | 静岡県                                             | 2011年10月3日         | 2012年4月2日   | 2015年3月30日         |                                   |
| 静岡県              | K-MIX                       | K-MIX         | 静岡県                                             | 2011年10月3日         | 2012年4月2日   | 2014年4月1日          |                                   |
| 中京広域圏          | CBCラジオ                   | CBC           | 愛知県 岐阜県 三重県                               | 2011年3月25日         | 2011年9月26日  | 2014年4月1日          |                                   |
| 中京広域圏          | TOKAI RADIO                 | TOKAIRADIO    | 愛知県 岐阜県 三重県                               | 2011年3月25日         | 2011年9月26日  | 2014年4月1日          |                                   |
| 愛知県              | ZIP-FM                      | ZIP-FM        | 愛知県 岐阜県 三重県                               | 2011年3月25日         | 2011年9月26日  | 2014年4月1日          |                                   |
| 愛知県              | FM AICHI                    | FMAICHI       | 愛知県 岐阜県 三重県                               | 2011年3月25日         | 2011年9月26日  | 2014年4月1日          |                                   |
| 岐阜県              | ぎふチャン                  | GBS           | 愛知県 岐阜県 三重県                               | 2011年3月25日         | 2011年9月26日  | 2014年4月1日          |                                   |
| 岐阜県              | FM GIFU                     | FMGIFU        | 岐阜県                                             | -                     | 2016年4月1日   | 2016年4月1日          |                                   |
| 三重県              | レディオキューブ FM三重     | FMMIE         | 三重県                                             | 2011年3月25日         | 2011年9月26日  | 2014年4月1日          |                                   |
| 近畿広域圏          | MBSラジオ                   | MBS           | 大阪府 兵庫県 京都府 滋賀県 奈良県 和歌山県        | 2010年3月15日         | 2010年12月1日  | 2014年9月1日          |                                   |
| 近畿広域圏          | ABCラジオ                   | ABC           | 大阪府 兵庫県 京都府 滋賀県 奈良県 和歌山県        | 2010年3月15日         | 2010年12月1日  | 2014年4月1日          |                                   |
| 近畿広域圏          | OBCラジオ大阪               | OBC           | 大阪府 兵庫県 京都府 滋賀県 奈良県 和歌山県        | 2010年3月15日         | 2010年12月1日  | 2014年4月1日          |                                   |
| 近畿広域圏          | FM COCOLO                   | CCL           | 大阪府 兵庫県 京都府 滋賀県 奈良県 和歌山県        | 2010年3月15日         | 2010年12月1日  | 2014年4月1日          | [ 注 33 ]                         |
| 大阪府              | FM大阪                      | FMO           | 大阪府 兵庫県 京都府 滋賀県 奈良県 和歌山県        | 2010年3月15日         | 2010年12月1日  | 2014年4月1日          |                                   |
| 大阪府              | FM802                       | 802           | 大阪府 兵庫県 京都府 滋賀県 奈良県 和歌山県        | 2010年3月15日         | 2010年12月1日  | 2014年4月1日          |                                   |
| 兵庫県              | Kiss FM KOBE                | KISSFMKOBE    | 大阪府 兵庫県 京都府 滋賀県 奈良県 和歌山県        | 2011年4月12日         | 2011年10月12日 | 2014年4月1日          |                                   |
| 兵庫県              | ラジオ関西                  | CRK           | 大阪府 兵庫県 京都府 滋賀県 奈良県 和歌山県        | 2011年4月12日         | 2011年10月12日 | 2014年4月1日          | [ 129 ]                           |
| 京都府 滋賀県       | KBS京都ラジオ               | KBS           | 京都府 滋賀県 大阪府                               | 2011年4月12日         | 2011年10月12日 | 2014年4月1日          | [ 注 36 ] [ 130 ]                 |
| 京都府              | α-STATION FM                | ALPHA-STATION | 京都府 大阪府 滋賀県 奈良県                        | 2011年7月1日          | 2012年1月1日   | 2014年4月1日          |                                   |
| 滋賀県              | e-radio FM滋賀              | E-RADIO       | 滋賀県                                             | 2011年7月1日          | 2012年1月1日   | 2014年4月1日          |                                   |
| 和歌山県            | wbs和歌山放送               | WBS           | 和歌山県                                           | 2011年4月12日         | 2011年10月12日 | 2014年4月1日          | [ 注 38 ]                         |
| 鳥取県 島根県       | BSSラジオ                   | BSS           | 鳥取県 島根県                                      | 2012年1月30日         | 2012年7月      | 2014年4月1日          | [ 注 39 ]                         |
| 鳥取県 島根県       | エフエム山陰                | FM-SANIN      | 鳥取県 島根県                                      | -                     | 2020年4月1日   | 2020年4月1日          | [ 注 39 ]                         |
| 岡山県              | RSKラジオ                   | RSK           | 岡山県                                             | -                     | 2014年12月1日  | 2014年12月1日         | [ 131 ]                           |
| 岡山県              | FM岡山                      | FM-OKAYAMA    | 岡山県                                             | -                     | 2020年4月1日   | 2020年4月1日          |                                   |
| 広島県              | RCCラジオ                   | RCC           | 広島県                                             | 2011年7月20日         | 2012年1月23日  | 2014年4月1日          |                                   |
| 広島県              | 広島FM                      | HFM           | 広島県                                             | 2011年7月20日         | 2012年1月23日  | 2014年4月1日          |                                   |
| 山口県              | KRY山口放送                 | KRY           | 山口県                                             | -                     | 2016年5月9日   | 2016年5月9日          | [ 注 41 ]                         |
| 山口県              | エフエム山口                | FMY           | 山口県                                             | -                     | 2018年4月2日   | 2018年4月2日          |                                   |
| 愛媛県              | RNB南海放送                 | RNB           | 愛媛県                                             | 2012年11月1日         | 2013年5月1日   | 2014年4月1日          | [ 42 ]                            |
| 愛媛県              | FM愛媛                      | JOEU-FM       | 愛媛県                                             | -                     | 2017年4月3日   | 2017年4月3日          | [ 133 ] [ 注 42 ]                 |
| 高知県              | RKC高知放送                 | RKC           | 高知県                                             | -                     | 2015年4月1日   | 2015年4月1日          | [ 注 43 ]                         |
| 高知県              | エフエム高知                | HI-SIX        | 高知県                                             | -                     | 2020年3月2日   | 2020年3月2日          |                                   |
| 徳島県              | JRT四国放送                 | JRT           | 徳島県                                             | -                     | 2015年4月1日   | 2017年3月31日         |                                   |
| 徳島県              | FM徳島                      | FM807         | 徳島県                                             | -                     | 2020年9月1日   | 2020年9月1日          |                                   |
| 香川県              | RNC西日本放送               | RNC           | 香川県                                             | -                     | 2017年11月1日  | 2017年11月1日         |                                   |
| 香川県              | エフエム香川                | FMKAGAWA      | 香川県                                             | -                     | 2018年2月1日   | 2018年2月1日          |                                   |
| 福岡県              | RKBラジオ                   | RKB           | 福岡県 佐賀県                                      | 2011年4月22日         | 2011年10月24日 | 2014年4月1日          | [ 注 45 ]                         |
| 福岡県              | KBCラジオ                   | KBC           | 福岡県 佐賀県                                      | 2011年4月22日         | 2011年10月24日 | 2014年4月1日          | [ 注 45 ]                         |
| 福岡県              | FM FUKUOKA                  | FMFUKUOKA     | 福岡県                                             | 2011年4月22日         | 2011年10月24日 | 2014年4月1日          |                                   |
| 福岡県              | cross fm                    | CROSSFM       | 福岡県                                             | -                     | 2014年4月30日  | 2014年4月30日         | [ 134 ]                           |
| 福岡県 佐賀県       | LOVE FM                     | LOVEFM        | 福岡県                                             | 2011年4月22日         | 2011年10月24日 | 2014年4月1日          | [ 注 46 ]                         |
| 佐賀県              | エフエム佐賀                | FMS           | 佐賀県                                             | -                     | 2020年4月15日  | 2020年4月15日         |                                   |
| 長崎県 佐賀県       | NBCラジオ                   | NBC           | 長崎県 佐賀県                                      | 2012年1月30日         | 2012年7月      | 2014年4月1日          | 佐賀県の事情は 後述               |
| 長崎県              | FM長崎                      | FMNAGASAKI    | 長崎県                                             | 2012年1月30日         | 2012年7月      | 2014年4月1日          |                                   |
| 熊本県              | RKKラジオ                   | RKK           | 熊本県                                             | 2012年1月30日         | 2012年7月      | 2014年4月1日          |                                   |
| 熊本県              | FMKエフエム熊本             | FMK           | 熊本県                                             | 2012年1月30日         | 2012年7月      | 2014年4月1日          |                                   |
| 大分県              | OBSラジオ                   | OBS           | 大分県                                             | 2012年4月2日          | 2012年10月     | 2014年4月1日          |                                   |
| 大分県              | エフエム大分                | FM_OITA       | 大分県                                             | 2012年4月2日          | 2012年10月     | 2014年4月1日          |                                   |
| 宮崎県              | 宮崎放送                    | MRT           | 宮崎県                                             | 2012年4月2日          | 2012年10月     | 2014年4月1日          |                                   |
| 宮崎県              | エフエム宮崎                | JOYFM         | 宮崎県                                             | -                     | 2020年4月1日   | 2020年4月1日          |                                   |
| 鹿児島県            | MBCラジオ                   | MBC           | 鹿児島県                                           | 2011年10月3日         | 2012年4月2日   | 2014年12月1日         |                                   |
| 鹿児島県            | μFM                         | MYUFM         | 鹿児島県                                           | -                     | 2017年4月3日   | 2017年4月3日          | [ 135 ] [ 注 19 ]                 |
| 沖縄県              | RBCiラジオ                  | RBC           | 沖縄県                                             | -                     | 2013年1月11日  | 2014年4月1日          |                                   |
| 沖縄県              | ラジオ沖縄                  | ROK           | 沖縄県                                             | -                     | 2017年10月2日  | 2017年10月2日         |                                   |
| 沖縄県              | FM沖縄                      | FM_OKINAWA    | 沖縄県                                             | -                     | 2017年10月2日  | 2017年10月2日         |                                   |
| 日本全国            | ラジオNIKKEI第1             | RN1           | 日本全国                                           | 2010年3月15日         | 2010年12月1日  | 2014年4月1日          |                                   |
| 日本全国            | ラジオNIKKEI第2             | RN2           | 日本全国                                           | -                     | 2012年7月27日  | 2014年4月1日          |                                   |

都道府県別の配信局一覧は公式サイトの配信エリアのページを参照。

#### 佐賀県におけるラジオのネット配信事情
佐賀県は、地元局（本社があるエフエム佐賀、県内に支局を持ちNBCラジオ佐賀として県内向け放送もしていたNBCラジオ（長崎放送）、放送対象地域に佐賀市を含む福岡のLOVE FM）や周辺局による県内向け基本サービス配信開始まで時間がかかったため、基本サービスだけではNHK・ラジオNIKKEI・放送大学の3局5波しか聴取できない、いわば「民放radiko空白地帯」の期間が長かった。
2020年4月にエフエム佐賀が参加したことでこの状況は解消し、2021年10月にはNBCラジオの配信対象地域が佐賀県に拡大（radikoでの局名がNBC長崎放送からNBCラジオに変更されたと同時に長崎エリアと佐賀エリアの番組編成が統一されたため、佐賀ローカルの番組がradikoで配信されることはなかった）。さらに2021年12月より福岡県のRKBラジオとKBCラジオの配信対象地域も佐賀県に拡大されたことで、今度は三大都市圏や電波相互乗り入れ地域（山陰）以外では珍しい、複数県（佐賀・福岡・長崎）の放送を聴取できるエリアとなった。
一方で、LOVE FMの基本サービスによる配信対象地域は一貫して福岡県のみであり、NBCラジオが佐賀エリアで配信を開始して以降、放送対象地域内に配信対象外地域を含むのは同局が唯一である。全国一律に利用可能な別のサービス（2020年6月30日まで配信していたWIZ RADIOなど）を用いない限り、ネット配信サービスによる無料聴取はできない。

### NHKラジオの配信
2017年10月2日正午頃から「NHK・民放連共同ラジオキャンペーン」の一環としてNHKラジオの実験配信を開始。当初は2018年3月30日までの予定だったが、一旦終了後同年4月12日正午に再開して2019年3月31日まで行い、2019年4月1日より第1・FM放送をradikoの正式サービスとして配信している。
NHKが直接運営するNHKラジオの配信サービス「NHKネットラジオ らじる★らじる」も、radikoによる配信と並行して引き続き提供されており、こちらは拠点8局17波の放送が日本国内エリア制限なしで配信されている他、一部番組の聴き逃し配信も行われている。それらの兼ね合いもあり、radikoでは通常の配信エリア内での無料配信のみで提供され、エリアフリーによるラジオ第1の地域外配信やタイムフリーによる全番組の聞き逃し配信はサービス対象外。外部団体による広告放送を実施されていないため、NHKラジオの聴取中に表示される広告バナーも、「らじる★らじる」のもののみを常時表示されている。
配信内容は以下の通りとなる。放送局記号はコールサイン（呼出符号）そのまま。
2017年10月2日から2018年3月30日まで
関東広域圏（1都6県）及び福岡・宮城・広島・愛媛の各県域、全5エリア。配信内容は全国放送であるラジオ第2は5エリア同一コンテンツで、ラジオ第1とFMは各放送エリア別の地域放送を含んだコンテンツとして行われた。
実施期間中の10月22日に第48回衆議院議員総選挙が実施された際、NHKラジオ第1放送にて政見放送が放送されたが、インターネット配信は公職選挙法第150条の規定により対象外であるため、NHK側の「らじる★らじる」と同様、独自のフィラー音楽に差し替えられた。
| 配信対象地域                                                      | R1 （ラジオ第1）    | R2 （ラジオ第2）      | FM （NHK-FM）           | 備考 |
| ----------------------------------------------------------------- | ------------------- | --------------------- | ----------------------- | ---- |
| （関東広域圏） 東京都 神奈川県 埼玉県 千葉県 茨城県 栃木県 群馬県 | JOAK 関東広域放送   | JOAB （終日全国放送） | JOAK-FM 東京都域放送    |      |
| 宮城県                                                            | JOHK 宮城県域放送   | JOAB （終日全国放送） | JOHK-FM 宮城県域放送    |      |
| 広島県                                                            | JOFK 広島県域放送   | JOAB （終日全国放送） | JOFK-FM 広島県域放送    |      |
| 愛媛県                                                            | JOZK 愛媛県域放送   | JOAB （終日全国放送） | JOZK-FM 愛媛県域放送    |      |
| 福岡県                                                            | JOLK 福岡県域放送 ※ | JOAB （終日全国放送） | JOLK-FM 福岡県域放送 ※1 |      |
2018年4月12日から2019年3月31日まで（ラジオ第2は2019年3月29日まで）
全国配信。ラジオ第1は関東甲信越・近畿・東海北陸・北海道・東北・中国・四国・九州沖縄の全8エリアに分け、各地域の拠点局による放送が配信される。ラジオ第2は全国同一コンテンツで配信。FMは東京局の放送を全国同一コンテンツとして配信。
| 配信対象地域                                                                           | R1 （ラジオ第1）     | R2 （ラジオ第2）      | FM （NHK-FM）        | 備考 |
| -------------------------------------------------------------------------------------- | -------------------- | --------------------- | -------------------- | --- |
| （関東甲信越） 東京都 神奈川県 埼玉県 千葉県 茨城県 栃木県 群馬県 新潟県 長野県 山梨県 | JOAK 関東広域放送    | JOAB （終日全国放送） | JOAK-FM 東京都域放送 | R1に一部曜日・時間帯で関東・甲信越（新潟、長野、山梨を含む地域）向けローカル番組あり。                       |
| （近畿） 大阪府 兵庫県 京都府 奈良県 滋賀県 和歌山県                                   | JOBK 近畿広域放送    | JOAB （終日全国放送） | JOAK-FM 東京都域放送 | |
| （東海北陸） 愛知県 岐阜県 三重県 静岡県 富山県 石川県 福井県                          | JOCK 中京広域放送    | JOAB （終日全国放送） | JOAK-FM 東京都域放送 | R1に一部曜日・時間帯で東海・北陸（富山、石川、福井、静岡を含む地域）向けローカル番組あり。                   |
| 北海道                                                                                 | JOIK 北海道域放送 ※2 | JOAB （終日全国放送） | JOAK-FM 東京都域放送 | R1に一部曜日・時間帯で札幌地域向けローカル番組あり。                                                         |
| （東北） 青森県 岩手県 秋田県 宮城県 山形県 福島県                                     | JOHK 宮城県域放送    | JOAB （終日全国放送） | JOAK-FM 東京都域放送 | R1に一部曜日・時間帯で東北地方（青森、岩手、秋田、山形、福島を含む地域）向けローカル番組あり[注 53]。        |
| （中国） 鳥取県 島根県 広島県 岡山県 山口県                                            | JOFK 広島県域放送    | JOAB （終日全国放送） | JOAK-FM 東京都域放送 | R1に一部曜日・時間帯で中国地方（岡山、鳥取、島根、山口を含む地域）向けローカル番組あり。                     |
| （四国） 香川県 徳島県 愛媛県 高知県                                                   | JOZK 愛媛県域放送    | JOAB （終日全国放送） | JOAK-FM 東京都域放送 | FMともに一部曜日・時間帯で四国地方（徳島、香川、高知を含む地域）向けローカル番組あり[注 54]。                |
| （九州沖縄） 福岡県 長崎県 佐賀県 大分県 熊本県 宮崎県 鹿児島県 沖縄県                 | JOLK 福岡県域放送 ※1 | JOAB （終日全国放送） | JOAK-FM 東京都域放送 | R1に一部曜日・時間帯で九州地方（佐賀、長崎、熊本、大分、宮崎、鹿児島を含む地域）・沖縄向けローカル番組あり。 |
2019年4月1日以降
全国配信。実験配信から引き続き、ラジオ第1は拠点8局の放送を8エリアに分けて配信。FMは東京局の放送が全国配信される。ラジオ第2はradikoでの配信は行われない。
| 配信対象地域                                                                           | R1 （ラジオ第1）     | FM （NHK-FM）        | 備考 |
| -------------------------------------------------------------------------------------- | -------------------- | -------------------- | --- |
| （関東甲信越） 東京都 神奈川県 埼玉県 千葉県 茨城県 栃木県 群馬県 新潟県 長野県 山梨県 | JOAK 関東広域放送    | JOAK-FM 東京都域放送 | R1に一部曜日・時間帯で関東・甲信越（新潟、長野、山梨を含む地域）向けローカル番組あり。                       |
| （近畿） 大阪府 兵庫県 京都府 奈良県 滋賀県 和歌山県                                   | JOBK 近畿広域放送    | JOAK-FM 東京都域放送 | |
| （東海北陸） 愛知県 岐阜県 三重県 静岡県 富山県 石川県 福井県                          | JOCK 中京広域放送    | JOAK-FM 東京都域放送 | R1に一部曜日・時間帯で東海・北陸（富山、石川、福井、静岡を含む地域）向けローカル番組あり。                   |
| 北海道                                                                                 | JOIK 北海道域放送 ※2 | JOAK-FM 東京都域放送 | R1に一部曜日・時間帯で札幌地域向けローカル番組あり。                                                         |
| （東北） 青森県 岩手県 秋田県 宮城県 山形県 福島県                                     | JOHK 宮城県域放送    | JOAK-FM 東京都域放送 | R1に一部曜日・時間帯で東北地方（青森、岩手、秋田、山形、福島を含む地域）向けローカル番組あり[注 53]。        |
| （中国） 鳥取県 島根県 広島県 岡山県 山口県                                            | JOFK 広島県域放送    | JOAK-FM 東京都域放送 | R1に一部曜日・時間帯で中国地方（岡山、鳥取、島根、山口を含む地域）向けローカル番組あり。                     |
| （四国） 香川県 徳島県 愛媛県 高知県                                                   | JOZK 愛媛県域放送    | JOAK-FM 東京都域放送 | FMともに一部曜日・時間帯で四国地方（徳島、香川、高知を含む地域）向けローカル番組あり[注 54]。                |
| （九州沖縄） 福岡県 長崎県 佐賀県 大分県 熊本県 宮崎県 鹿児島県 沖縄県                 | JOLK 福岡県域放送 ※1 | JOAK-FM 東京都域放送 | R1に一部曜日・時間帯で九州地方（佐賀、長崎、熊本、大分、宮崎、鹿児島を含む地域）・沖縄向けローカル番組あり。 |
全期共通
※1：福岡県域放送は福岡県向けだが、平日の夕方に北九州放送局（R1：JOSK、FM：JOSK-FM）が差し替えて独自の定時ニュースを放送する時間帯があるほか、臨時ニュースを挿入することがあり、こちらは配信対象外。
※2：北海道域放送は北海道向けだが、不定期に道内各局が独自の差し替え番組を放送することがあり、こちらも配信対象外。
放送設備・配信整備のメンテナンスを行う際の対応
放送設備メンテナンス等により不定期のそれぞれ午前1時から5時に休止・減力放送がされることがある。同時間帯はラジオ第1放送とFM放送で「ラジオ深夜便」のサイマル放送を行っており、一方の地上波がメンテナンス休止でも、もう一方の地上波による通常放送で地域内の放送体制を維持している。放送休止の地域の放送局は地上波と同様に「radiko」の配信も休止される。減力放送の場合は通常通り配信される。東京局以外拠点7局のラジオ第1放送と東京局のFM放送が同日にメンテナンスで「radiko」配信休止になる場合もある。その場合、ラジオ第1とFMの両方が配信休止となる地域では、地上波のFM放送か「らじる★らじる」で聴取することになる。

### 配信終了
| 地上波放送 対象地域             | 放送局名        | 放送局記号     | 通常配信地域         | 実用化試験 配信開始日 | 本配信開始日  | プレミアム 配信開始日           | 配信終了日    | 終了理由                                               | 備考                                             |
| ------------------------------- | --------------- | -------------- | -------------------- | --------------------- | ------------- | ------------------------------- | ------------- | ------------------------------------------------------ | ------------------------------------------------ |
| 宮城県                          | NHK-FM （仙台） | JOHK-FM        | 宮城県               | 2017年10月2日         | -             | （対象外）                      | 2018年3月30日 | 配信元をNHK-FM（東京）に変更                           | ネット配信は「らじる★らじる」で継続中 詳細は前述 |
| 広島県                          | NHK-FM （広島） | JOFK-FM        | 広島県               | 2017年10月2日         | -             | （対象外）                      | 2018年3月30日 | 配信元をNHK-FM（東京）に変更                           | ネット配信は「らじる★らじる」で継続中 詳細は前述 |
| 愛媛県                          | NHK-FM （松山） | JOZK-FM        | 愛媛県               | 2017年10月2日         | -             | （対象外）                      | 2018年3月30日 | 配信元をNHK-FM（東京）に変更                           | ネット配信は「らじる★らじる」で継続中 詳細は前述 |
| 福岡県                          | NHK-FM （福岡） | JOLK-FM        | 福岡県               | 2017年10月2日         | -             | （対象外）                      | 2018年3月30日 | 配信元をNHK-FM（東京）に変更                           | ネット配信は「らじる★らじる」で継続中 詳細は前述 |
| 全国                            | NHKラジオ第2    | JOAB           | 全国                 | 2017年10月2日         | 2018年4月12日 | （対象外）                      | 2019年3月29日 | NHKラジオ実験配信の終了                                | ネット配信は「らじる★らじる」で継続中 詳細は前述 |
| 中京広域圏                      | RADIO NEO       | RADIONEO       | 愛知県 岐阜県 三重県 | -                     | 2015年7月30日 | 2015年7月30日                   | 2020年6月30日 | 閉局による停波                                         | [ 注 58 ] [ 60 ]                                 |
| 新潟県                          | FM PORT         | FMPORT         | 新潟県               | 2012年4月2日          | 2012年10月    | 2014年4月1日                    | 2020年6月30日 | 閉局による停波                                         |                                                  |
| 関東広域圏 ↓ （衛星ラジオ放送） | 放送大学        | HOUSOU-DAIGAKU | 日本全国             | -                     | 2012年4月2日  | 2014年4月1日 （配信システム上） | 2024年3月31日 | 独自のインターネット配信の操作性向上と運営経費の効率化 | [ 注 59 ] [ 118 ] [ 142 ] [ 143 ]                |

## 聴取方法
対象地域でパソコンかスマートフォン・タブレットが使用可能であれば、登録なしにradiko.jpの公式ウェブサイト・公式アプリ・radikoに参加している各放送局の公式ウェブサイトより即座に利用できる。
配信の対象は、主なものとしてパソコンやスマートフォンがある。聴取は、公式ウェブサイトにウェブブラウザからアクセスするか、「radikoアプリ」など公式の対応アプリケーションソフトウェアを利用する。専用サイトに各局の番組表が1週間分あり、確認することができる。実用化試験配信期からユーザー登録は不要（プレミアム利用時は除く）、さらにOSやブラウザソフトによる制約も少ない。これ以外にも各種対応機器が順次発売されている（後述）。
専用サイトはインターネットへの接続地域によって表示される内容が異なる。対象地域外や対象機器以外からアクセスすると、「サービス地域外のためラジオを聴くことができません」と表示され、聴取できない。地域の判断はIPアドレス（スマートフォン・タブレットはGPSと併用）で行うが、環境によって実際の住所と異なる地域が表示されることがある。そのため、対象地域内でも利用できない場合もある一方、対象外でも対象地域と判別され利用できる場合や、別の対象地域と判別されることから本来の対象地域のラジオ局が聴取できない場合もある。後者の例として企業内LANや携帯電話などのモバイルブロードバンド、広域でインターネット事業を行っているプロバイダ（接続元情報に地域名を含まないプロバイダ）などでこの現象が発生している。このようなエリア制限は「実質的な放送エリアに沿った対象地域内での配信を前提として、権利者や広告主から合意を得ている」という事情がある。試験配信中から「エリア外聴取環境の提供」や「収益を得るもの」などradikoの存続を危うくする行為が一般化すると実用化が困難になる可能性もあるため、それらに対し、かつて運営側だったIPサイマルラジオ協議会はしかるべき措置や適切な対応を行う方針としていた。その一方で、ユーザーに対するアンケート調査では「エリアの枠を越えて聴取を行いたい」という要望があった。これを受ける形で2014年4月1日より、エリアフリー聴取が可能となる有料サービス「radiko.jpプレミアム」を開始。radikoプレミアムでも地域判定は行われており、基本サービスを提供する地域の判定に使用されている。
radikoのサイマル配信による遅れ時間（タイムラグ）は地上波放送と比べた際、パソコン・スマートフォンではHTTP Live Streaming（HLS）を使用しており20秒程度の遅れだが、「ラジコオーディオアド」の実証実験を行っている局は2分程の遅れとなる。パソコンの場合FlashPlayerを使用していた頃は、当初の試験配信中は20秒程遅れていたが本配信開始と同時に改善され、AM局でおおよそ5秒程度、FM局ではおおよそ2秒程度の遅れとなっていた。時報や緊急地震速報は地上波よりも遅れる事象が発生する。対策については、マスター設備にそれらを含まない音声系統がない局も多いため、各局で時報前後の処理対応が異なり、時報音をカットする放送局がほとんどで、ニッポン放送などはradiko専用の時報音に差し替えたり、RKBラジオや地方FM局の多くなどは経済的な関係上時報音ごとそのまま配信されたりされることもある。緊急地震速報も前述の理由により、地上波と比較して必ず遅れを生じることから、ほとんどの局で速報音をカットして対応しているが、J-WAVEなど一部の局ではそのまま配信している。
radikoで掲載される番組表や番組紹介は、配信を行う放送局が個別に作成している。特に、各局へのネット番組は局によって作成具合が大きく異なり、番組名と放送時間のみの場合もあれば、番組説明まで詳細に記載したり、パーソナリティの写真を掲載している場合もある。なお、PCで聴く場合、PCやタブレット端末内の時計が進んでいる場合は、番組名と放送時間の表示は、PCやタブレット端末内の時計に添って表示される。
システムメンテナンスなどの事情により、試験サイマル配信を一部停止することがある。

## 聴取傾向
radikoの聴取傾向は、試験配信初期において「夕方から深夜帯」「週末」に聴取者が多いデータが出ており、地上波ラジオの聴取傾向と一部異なる部分がある。北海道の傾向として難聴取地域が多かったAIR-G'を聴くため、中継局整備が追いついていない道北や道東沿岸部で使われることが多い。
また、radikoは番組編成にも影響を与えており、TBSラジオは2018年12月から従来行っていた聴取率調査週間における「スペシャルウィーク」の呼称、および期間内における特別編成を廃止している（特別編成自体は改編期を中心に継続）。この背景に、radikoを通してリアルタイムの聴取者数が把握できるようになったことを理由に挙げている。

## radiko.jpプレミアム（エリアフリー聴取）
2014年4月1日開始の定額有料会員制サービス。radikoの基本サービスは無料で利用できるが、月額385円（10%消費税込、税抜き350円）（アプリ内課金の場合は月額480円（10%税込））を支払うことで、放送対象地域以外の放送を聴取できるサービスである。株式会社radikoではこのサービスの開始を、「radiko.jpにおける『第1フェーズ』（新規参加局の増加・サービスエリアの拡大・配信システムの充実）から『第2フェーズ』（新しいラジオの楽しみ方の提供・ユーザーサービスの向上）への移行」と位置付けている。なお、ラジオNIKKEIは基本サービスで日本全国へと無料配信しているため、radikoで聴取するためにプレミアム加入を必要とする地域は存在しないものの、配信システム上はプレミアム配信が行われている。
月額350円（税別）という価格設定について、radikoでは配信システムサーバーへの初期費用と運用費に充てるとしている。しかし伊集院光はアプリや有料サイトの月額料金と比較しても破格に高いと分析しており、radikoに「それ（初期投資と運営費に充てる）ならば初期投資分を回収できた時点で値下げしなくてはならない」と苦言を呈している。
月額利用料の支払い方法は、クレジットカード決済のほか、携帯電話会社による合算決済、「フレッツ・まとめて支払い」、PayPal決済、アプリ内課金がある。
運用開始の時点では、ユーザーの所在地域を対象にしていないCMや情報も放送と同時に配信されるが、配信局によっては一部クライアントのCMをフィラーに差し替えるケースがある。地上波放送や基本サービスで配信している番組の一部はプレミアムでは配信されない（#配信に制限のある番組参照）。公式サイトやアプリからの聴取では、エリア内での聴取と比べて約20秒程遅れての配信となる。他の同様のラジオアプリケーションとは異なり、CMも番組と同様にほとんどそのまま流れるのが特徴。
一方で、プレミアムに対応しない配信局（非対応局）のサービスエリア内で大規模な災害が発生した場合は、「時限措置」として非対応局からプレミアム会員に向けて情報を配信することがある。以下にRCCラジオでの例を挙げる。
RCCラジオは、radikoプレミアムにサービス開始当初から参加していたが、プロ野球広島東洋カープ戦中継（関連番組含む）と『RadiPrism』の番組のみを配信していた。しかし、2014年（平成26年）8月豪雨による広島市の土砂災害が発生した際、通常はプレミアムで配信しない番組も同日早朝から「時限措置」扱いで全国に配信を行った。その後「時限措置」扱いを外した形の運用に移行し、自社制作のワイド番組を中心に配信対応番組を拡大。2015年4月改編時点では「月曜・金曜7:00 - 23:55、火曜・水曜・木曜7:00 - 21:50、土曜7:00 - 16:00、日曜9:00 - 15:00」というルールの下、運用を行った。ただし、配信終了時間を過ぎてもカープ戦野球中継が続いている場合、中継終了まで配信された。2015年7月頃からは、月曜 - 日曜7:00 - 24:00まで配信が行われるようになり、2015年度ナイターオフ編成がスタートした2015年9月28日より、権利処理の難しい一部の番組を除き、正式に他局同様の終日配信体制となった。

## タイムフリー聴取
2016年（平成28年）10月11日正午に開始したサービスで、実証実験と位置付けられていて過去1週間の番組を無料聴取可能にした。
聴取する番組に再生開始後3時間の「聴取可能時間」が設けられており、その時間内であれば早送り・早戻し・一時停止なども可能となる。聴取可能局は基本サービスと同様で、無料ユーザーは自分のいる地域で利用可能な放送局、プレミアム会員はエリアフリー聴取同様に全国の放送局となる。
1つの番組につき聴取可能時間は最初の再生開始から3時間以内（分割聴取可能・最大24時間以内）であるため、番組表上で放送時間が3時間超の番組はタイムフリーで全編を聴取することができない。このため、放送局によっては番組を1〜2時間ごとに分けたりして、タイムフリー聴取で番組全編を聴取できるように配慮していることもある。聴取時間はエリアごとに管理されているため、エリアフリーに入っていて別エリアの局で同じ番組を配信している場合、その局で聞き直すことも可能である。
番組の「放送後1週間」の期限は「翌週の同じ曜日の29時00分（次の曜日の5時00分）」までであり、上記の「聴取可能時間」が残っていても、この最終期限をもって聴取不可となる。朝5時をまたぐ番組の場合、前半（5時以前）と後半（5時以降）で最終期限が異なり、後半のみ1日長く聴取できることとなる。
/#!/ts（タイムシフトの略）/（局名）/の後に続く“放送年月日・時刻（24時制表記、秒単位まで指定可能）”のURLで、番組内コーナーであっても直接アクセスして聴ける。
気に入った番組をソーシャルメディアを通じて知らせて共有し、タイムフリーで聴取可能にする「シェアラジオ」機能も同時に開始しており、Webやアプリ上にある「シェアボタン」を押すことで、ソーシャルメディアにその番組の聴かせたいところ（指定開始時点）が、定められたURLとともに通知でき、URLをクリックすることでその時点からの再生が可能となっている。
特定のタレントが出演する番組やスポーツ中継など、権利上の問題で一部聴取できない番組があるほか、放送局ごとの編成判断で当該番組の配信が停止される場合もある。このため、エリアフリーで聴取可能でもタイムフリーでは聴取できない番組が発生することもある。
番組放送中に放送事故が起こった場合は、タイムフリーでは本来当該時間に放送されている番組に差し替え措置を行う場合がある。
2017年10月2日に聴取可能時間が再生開始時刻から24時間に増えたが聴取可能な番組の長さは合計3時間までと従来と変更はない。
2024年10月8日より過去30日の番組を期間内無制限で聴取可能とする「タイムフリー30」サービスの提供を開始。料金はWEB申込で月額480円（税込）。「エリアフリー」と「タイムフリー30」機能を両方利用する場合はWEB申込で月額865円（税込）の「ダブルプラン」への加入が必要になる。

## ポッドキャスト
2024年2月14日から、radikoは段階的な公開ながら、ネットラジオの一種であるポッドキャスティングのサービスを開始した。これは上記のタイムフリー配信の期間制限がない録音された番組を指し、実際に放送された番組の再編集版や、そこからのスピンオフ企画、オリジナルコンテンツを提供する。また上記の他、全ての内容が過去のアーカイブ分も含め無料で聴取できること、倍速再生が可能なこと、ラジオのリアルタイム・タイムフリー配信とポッドキャストを自由に行き来しながら楽しめる機能などの特徴がある。

## 配信に制限のある番組
放送対象となる番組や楽曲等について、放送局が地上波での放送権を持っていてもインターネット配信の権利を有していないなどの理由で、radikoによる配信に制限が行われることがある。特記が無いものは、以下のコンテンツが放送される場合、BGMにのせて「大変申し訳ありませんが、現在お聴き頂いているこの時間は、番組の配信を停止しております。ご了承ください」というコメントが放送枠いっぱい流れる（ナレーション：一丸志帆）。

### 現在
- スポーツ中継
  - Jリーグ中継：2018年シーズン以降、局によって対応が分れるようになっており、CRT栃木放送『栃木SC全力応援中継!!』、RSKラジオ『ファジアーノ岡山 実況中継』、NBCラジオ『V・ファーレン長崎 実況中継』・『サガン鳥栖実況中継』などは基本サービスでのみ配信され、radikoプレミアムでのエリアフリーとタイムフリーで配信されない。一方、ニッポン放送『Jリーグ RADIO』やエフエム群馬『ザスパクサツ群馬実況中継』、静岡放送『SBSビッグナイター』・『SBSスポーツスペシャル』（清水エスパルスまたはジュビロ磐田戦実況中継[注 73]）、在道ラジオ各局における北海道コンサドーレ札幌戦実況中継などでは制限なく配信される。
  - プロ野球中継：放送権を球団が管理する関係で、配信の許諾が得られていない球団の主催試合を配信しないケースがある[注 74]。
- 古い楽曲・音源で、現在の権利者が不明なもの等
  - クラシック音楽の生演奏・自主録音音源を扱う番組においての作曲著作権が存続する極一部の楽曲：それらの楽曲がこの事例に当てはまり、配信対象地域内のライブ配信も含めて当該曲のみに配信停止フィラーを被せる措置を採られている[注 75]。
  - テーマ曲や番組に深い関わりのある楽曲の権利関係が不明な場合、radikoでの配信開始に合わせて楽曲の使用を取り止めたり[注 76]、最終手段として番組自体を打ち切りにしたり[注 77]する事例がある。
- 著作権による事情
  - SMILE-UP.（旧ジャニーズ事務所） の子会社であるストームレーベルズの未発売・未配信楽曲：基本的にネット上で公開しない方針であり、それでも掛ける場合、楽曲の部分のみに配信対象地域内のライブ配信も含める形で配信停止フィラーを被せられる。radikoでの披露は正式に発売・配信された後となる。
- 法令による事情
  - 政見放送：公職選挙法150条及び政見放送及び経歴放送実施規程（平成6年自治省告示第165号）第2条では、政見放送を「基幹放送事業者の放送設備を用いて行う」ものと定めており、インターネット配信による政見放送については公職選挙法上の規定がなく、政見放送に係る権利については各放送局に帰属するものであるため、radikoを含めたインターネット配信を行うかは各放送事業者の判断に委ねられる[166]。このため放送局によってはエリア内での生配信に限定して実施する（radikoプレミアムでのエリアフリー・タイムフリー配信に非対応）か、そもそもradikoで配信しない[167][注 78]という取扱いを行っていることが多く、放送しない場合は前述の「配信停止フィラー」に差し替えられるか、局独自の音楽とアナウンス、または穴埋め番組を流して対応している。
- 出演者の都合
  - 地上波放送と権利関係が異なることもあり、エリアフリー・タイムフリーも含めてネット配信に応じない出演者も存在し、放送局の配信開始に合わせてレギュラー出演番組を降板したり、番組自体を打ち切ったりすることがある。芸能事務所ぐるみでの規制もあり、2017年度までのジャニーズ事務所所属タレントは、後述の通り対象地域内でのライブ配信のみに絞り込む形で規制されていた。
- 放送局の事情
  - FM大阪が制作もしくは幹事を務める一部の番組（『野沢雅子 IN MY WORLD』、『Keep On Smiling』など）- radikoプレミアムで配信休止。ネット局も同様の対応だが、大半の放送局はエリアフリー配信に対応している。radikoの配信を行っていない都道府県のFM局の場合は、当番組を聴取するためにradikoプレミアムに加入する必要がある。
  - 参加局によってradikoプレミアムの配信可否が異なる番組がある。
    - 『あぐりずむ』、『今晩は 吉永小百合です』など。

  - 『室井滋のしげちゃん☆おはなしラジオ』 - 制作局のFMとやま（富山県・本放送・再放送とも）や、ネット局のエフエム山形（山形県・2020年4月よりradiko参加）では[注 79]、基本サービスによる配信対象地域内の無料配信のみ。radikoプレミアムによるエリアフリー・タイムフリー配信は対象外。
  - 一部放送局の選挙特別番組 - 原則としてエリアフリーやタイムフリーも含めた完全配信だが、テレビ側のキー局における選挙特番（JNN選挙特別番組、NNN選挙特別番組など）を一部サイマル放送するラテ兼営局製作分を中心に、エリアフリーおよびタイムフリーまたは双方とも聴取対象外としていることもある。
- 各中継局や道内各放送局で独自の放送、もしくは地域によるCM差し替えを行っているラジオ局については、親局の編成のみで番組およびCMの配信を実施。
  - HBCラジオ、STVラジオ、青森放送[注 18]、ラジオ福島[注 21]、信越放送、KBS京都、和歌山放送、ラジオ日本[注 26]、RKBラジオ・KBCラジオ[注 45]、長崎放送（前述）
- CM（広告主の都合など）
- 放送局の判断によってタイムフリーのみ聴取不可能な番組（出演者の意向を含む）
  - ニッポン放送『テレフォン人生相談』 - 制作局のニッポン放送及びネット局もタイムフリーの対象外となっている。ニッポン放送などは機能上で対象外としているため、フィラー音楽を挿入していないが、ワイド番組の内包番組としているネット局を中心に、エリアフリーも対象外としていることもある。
  - ラジオ沖縄『ROK技術倶楽部』[168] - 番組に出演しているラジオ沖縄技術管理部とそのスタッフの意向によるもの。沖縄県外のBCL向け番組のため、なるべく地上波で聴くようにと推奨している。エリアフリーは対応するが、基本サービスと同様にタイムフリーは対象外[注 80]。
  - リアルタイムの放送中や放送後に番組や出演者に関連した不祥事が起きた場合、タイムフリー配信が打ち切られたり、行われない場合もある。なお、不祥事の内容が放送コード等に抵触する発言の場合はその部分を含めた一部パートのみに処理をかけてタイムフリー配信させる場合もある[注 81][169][170][注 82][172][注 83][注 84]。
  - 放送事故。全国ネットで放送された番組の場合は放送に問題の無かったラジオ局にて収録したものに差し替えたケースがある[注 72][163]。
- 一部の放送局の局名告知（オープニング・クロージング）や試験電波
  - 2020年12月現在では、AFM、Date fm、FMKなどが該当。
  - また、局名告知は放送しても、そのあとの試験電波に関してはあくまで「地上波放送のメンテナンス」であることから文化放送やJ-WAVE、ZIP-FMなどでは流さず、完全無音とする。ZIP-FMではNOW ON AIR機能が働いてあたかも楽曲が流れたかのような表記がされることもあるが、radikoでは聞けない。
- 通常通りの配信番組だが、それ以外の手法に制限があるもの
  - 『SUZUKIハッピーモーニング・いってらっしゃいシリーズ』（ニッポン放送系全国ネット）：2021年4月から、全てのネット局で内包番組も含めて必ず単独番組扱いで番組表に掲載されている。内包番組の一部分での掲載は廃止された。

### 過去
- スポーツ中継
  - 一部のプロ野球中継
    - 東北楽天ゴールデンイーグルスの主催試合（2011年）[165][175][注 85]
    - 北海道日本ハムファイターズ・千葉ロッテマリーンズの主催試合（2012年、RKBラジオ・KBCラジオ。2013年4月、KBCラジオ[注 86]）。
    - オールスターゲーム（2014年）：radikoプレミアムで配信停止。
    - 日本シリーズ（2011年、STVラジオのみ）[176]
    - ニッポン放送では、2016年の日本シリーズ（広島東洋カープ対北海道日本ハムファイターズ戦）を中継する『ショウアップナイタースペシャル』がエリアフリーを含め、タイムフリーの対象外となっていた[177]。

  - 全日本大学駅伝対校選手権大会（文化放送・ZIP-FM）：2014年大会はradikoプレミアムで配信停止。2015年大会からはradikoプレミアムでも配信。
  - 横浜国際女子マラソン（2014年、文化放送）：radikoプレミアムで配信停止。2015年から実施されている後継大会『さいたま国際マラソン』はradikoプレミアムでも配信。
  - ラジオNIKKEIの中央競馬実況中継：他サイト（プロバイダコンテンツ）で有料配信を展開している事情から2010年10月10日まで配信を行っていなかった[178][注 87]が、同年10月16日放送分から配信を開始した（開始当初は第1放送のみの配信）[179]。
  - 2022 FIFAワールドカップ・アジア3次予選：2022年3月24日にニッポン放送にて放送されたが[180]、該当中継は基本サービスを利用した配信対象地域内からのライブとタイムフリーのみで配信され、radikoプレミアムを利用した配信対象外地域からのライブとタイムフリーでは配信されなかった[181]。
  - FIFAワールドカップ中継：実証実験中の2010年大会は、「権利の関係」との理由で同時配信がなされなかった[182]。2014年大会・2018年大会はFIFAが定める放映権で有料での放送・配信を認めていない関係により、地上波放送を実施した局の配信対象地域内におけるライブ・タイムフリー配信に限定することで対処され、radikoプレミアムを経由した配信対象地域外局のライブ・タイムフリー配信には対応していなかった。2022年大会は放映権料の高騰に伴い、ジャパンコンソーシアム（NHKと民放の共同放送機構）としての放映権取得は行わず、一部の放送局（NHK・テレビ朝日・フジテレビ）と無料配信のインターネットテレビ局（ABEMA）が独自に取得した[183][184]。これにより、ラジオではNHKのみの中継放送となり、当該局の番組は全て配信された反面、民放ラジオでの中継は実施されなかった。
- CM
  - 在名ラジオ局（CBCラジオ、@FM、ZIP-FM）では、名古屋トヨペットのCMは流されなかった。CM途中であってもフィラー音楽に差替えられた。同じ在名局の東海ラジオではそのまま放送されていた。
  - 北部九州（福岡県・熊本県・大分県）のラジオ局では、2017年3月までマルボシ酢（泉谷しげるがCMソングを歌っていた）やウエストのCMがフィラー音楽に差し替えられていた。
  - JA共済のローカルCM：特定の放送局のみで流れる素材が該当し、radikoプレミアムでは配信対象外だった。一例として、四国放送では一社提供で、最後のローカルCMを使った番組でもある『交通戦争あなたの場合』の打ち切り翌月にradikoプレミアムを実施するようになり、MBCラジオなど、radikoプレミアムの実施開始が遅れた放送局は、開始以降におけるJA共済のラジオCMは全国放送の素材に変更されている。全局がradikoプレミアムを実施されているため、JA共済のラジオCMはローカル放送であっても全て全国放送の素材であり、全国ネットにおける提供番組はJFNのフルネット番組かラジオNIKKEIの番組である。
  - エフエム群馬では時報前CMを含むJFN共通時報を独自のフィラー音楽に差し替えていた。
- 福山雅治 福のラジオ（TOKYO FM・JFN系列）：radikoプレミアムのみ、『福山雅治のSUZUKI Talking F.M.』時代よりタイムフリーも含めて配信されていなかったが[注 88]、2017年3月4日放送分から一部のネット局を除き、radikoプレミアム（タイムフリー含む）での配信が開始された。
  - 福山雅治のオールナイトニッポンサタデースペシャル・魂のラジオ（ニッポン放送）：前項と同じ福山のレギュラー番組。2015年3月28日の最終回までと2016年3月19日の復活回がradikoプレミアムで配信対象外だった[注 89]。
- ジャニーズ事務所所属タレントが出演する番組[7][注 90][185][186][187][188][189] - 同事務所における肖像権の都合上、radikoプレミアムではライブ配信も含めて配信対象外であり、タイムフリー配信はプレミアム会員でなくても聴取不可[注 91][注 92]のため、全国向け配信のラジオNIKKEIはタイムフリーのみの規制だった。肖像権の緩和により、2018年4月1日5時よりはこれらの措置は撤廃された[83]（あくまで4月1日5:00以降の番組に限るため、それより前の番組はタイムフリーの対象外となっている）。エリアフリー・タイムフリー解禁後、最初に解禁されたのは、TOKIOの山口達也がメインパーソナリティの『山口達也TOKIO WALKER』[注 81]となった。
- 番組制作会社が単独製作する放送枠買い取り番組
  - 2024年現在は実例なし。『林原めぐみのTokyo Boogie Night』はradikoプレミアム開始当初、TBSラジオのみ、radikoプレミアムでの配信を行っていなかった。これは、キングレコード単独製作による番販番組としている関係上、著作権処理が他番組よりも遅れていることによるものであったため。数カ月後（概ね1年未満）にTBSラジオでもradikoプレミアムでの配信を行うようになった。
- その他、放送局の事情等
  - RCCラジオは、radikoプレミアム開始当初、配信対象の番組を『RCCカープナイター・RCCカープデーゲーム中継』（その前後に放送される関連番組を含む）、『RadiPrism』に限っていたが[191]、前述の広島土砂災害をきっかけに配信対象番組を徐々に増やし、2015年9月28日以降は他局同様の配信体制に移行した。
  - 2017年2月19日にJFN系列局で放送された特別番組『山下達郎の"夜の"サンデーソングブック〜珍盤・奇盤R-18〜』では出演者の山下達郎による「昼間に聞くのは勘弁してほしい」との要望からタイムフリーでの配信は行われなかった。
  - FM愛媛は、2017年4月3日にradikoに新規参入した局で唯一、タイムフリー機能で過去1週間の番組を3月側[注 93]のみ聴取不可能としていた。FM青森とμFMについては、3月27日 - 4月1日4:59も配信[注 94]。
  - ニッポン放送『薬師丸ひろ子 ハート・デリバリー』はタイムフリーの対象外であったが、2018年7月1日放送分からタイムフリー配信を行っている。
  - FMとやま『西村まさ彦のドラマチックな課外授業』の日曜日の総集編『ドラマチックな課外授業〜まとめてドン〜』は従前からradikoプレミアムでのライブ・タイムフリー配信を行っているものの、番組本編（再放送含む）はradikoプレミアムでのライブ・タイムフリー配信は対象外であった。2019年4月1日放送分からradikoプレミアムでのライブ・タイムフリー配信を行っている。
  - TBSラジオ『安住紳一郎の日曜天国』は、自分と同じ時間を共有するリスナーを大切にしたいという安住の意向によりタイムフリー対象外となっていた[注 95][192]が、2019年4月7日放送分以降「実験」と称してタイムフリーの配信を始めている[193]。
  - radikoプレミアムを実施されていない放送局が制作した番組の一部は、制作局で配信されるまでの間、ネット局もradikoプレミアムの聴取対象外だった[注 96]。
  - FM滋賀の『京都新聞ニュース・天気予報』：配信開始当初は配信対象地域内のライブ配信も含めて配信対象外だったが、後にサムネイル上は配信対象外ながら配信を開始され、現在はサムネイルも標準サムネイルに変更されている。
  - 放送大学は、タイムフリー聴取が可能な番組をホームページ上[194]で公表しており、ごく一部の科目がタイムフリー聴取不可となっていた。
  - 2025年2月22日にTOKYO FM製作・JFN38局ネットで放送された『桑田佳祐のやさしい夜遊び』は、この日の放送枠を85分に拡大し、サザンオールスターズの最新スタジオ・アルバムである『THANK YOU SO MUCH』におけるリリース前の収録曲を『サザンオールスターズ『THANK YOU SO MUCH』完成披露プレミア試聴会「#サザンと夜遊び」』（放送時間は22時30分 - 23時55分）の番組名で同アルバムの収録曲を全曲フルサイズで放送されていた。内容の性質上、radikoでは1回限りの生放送のみ（エリアフリーも含む）であり、タイムフリーでの聴取は対象外としていた。

## 採用技術
IPv4のユニキャストを採用。試験配信開始時の採用コーデック・ビットレートは全局統一でHE-AAC v2 48kbpsのステレオで、着うたフルと同等レベルとしていた。
パソコン向け配信システムにHTML5を採用し、HE-AAC v2 48kbpsでエンコードされ、HTML5 audio形式で配信されている。音声レベルは規定レベル-20dBfsでは音が小さくなりすぎるため、平均-6dBfs、ピーク時-3dBfsに調整されている。スマートフォン・タブレット向けの配信システムはこれとは異なる内容で構築されている。
音声については、ほとんどの局でステレオ音声を採用。AMステレオ放送の運用を終了した局や、AMステレオ放送を実施しなかった局も地上波のモノラル放送とは異なり、radikoではステレオ音声で配信している。局舎の移転やマスター設備の更新などを機にモノラルからステレオに切り替えた局もある（CRT栃木放送、MRO北陸放送ラジオ、宮崎放送、ラジオNIKKEI、IBCラジオ、高知放送など）。ただし、AM局を中心にキー局発のラインネット番組や一部中継放送番組（プロ野球中継など）はモノラル音声となる場合があった。2019年12月から、ラインネット回線がステレオ化されたため、ラインネット設備のステレオ対応を完了した局から順次移行している。
聴取方法はHTML5を利用したサイト上のプレーヤー、もしくは対応アプリケーション・ソフト（後述）で再生を行う。パソコンからの音声出力はアナログ出力、USBオーディオ、Bluetooth、光デジタル出力などで聴くことが可能であり、そこから私的録音することも可能である。

## 配信システム
出典：

### RADIKO
IPラジオ研究協議会が運営する有線ラジオ放送として運営。送信所に設置されているモニター用受信機で受信した音声を、各社が自社内で音声をエンコードして再配信した。NTT西日本フレッツ光の地域IP網（大阪府内限定）を通じて、IPv6マルチキャストで配信。利用はモニター登録が必要で、1000人限定・大阪府内在住・フレッツ光プレミアムに加入・Windows Vistaが動作するパソコンを使用していることが条件であった。

### radiko.jp実用化試験配信
朝日放送（ABC）にメディアセンターを設置し、在阪6社は光回線（ダークファイバー）を使い非圧縮ベースバンド伝送 、在京7社は各局任意のインターネット回線でVPNを構築し各局所有のIPコーデックを使ってAES/EBU信号（PCM 1.6Mbps）を伝送。メディアセンターが音声をエンコードし、コンテンツデリバリネットワークを通じてユニキャストで配信した。

### 本配信
メディアセンターまでの伝送は3系統あり、在阪6社の光回線・在京7社のA系（本線）のインターネット回線は従来通り。新規参加局と在京7社のB系（バックアップ）はradiko独自開発のIP音声伝送専用機器を使って、NTT東日本・NTT西日本のフレッツVPNワイドでAES/EBU信号をメディアセンターに伝送。2011年4月から、東日本地域の放送局は東京都内のradiko本社への伝送に順次変更され、本社からメディアセンターまではradikoが所有する局間伝送装置によって伝送されている。そしてメディアセンターでAES/EBU信号をエンコードし、NTTスマートコネクトのデータセンタの配信システムを経由し、アカマイ・テクノロジーズのコンテンツデリバリネットワークを通じて配信。

## 対応アプリケーション・機器・関連サービス

### 公式
実用化試験配信開始当初の公式周辺サービスは「番組表」「choose your favorite（サイトの色変更）」程度だったが、のちに以下のようなサービスがリリースされた。
radikoアプリ
スマートフォンで聴取するための公式アプリケーション。iPhone用公式アプリは、ダウンロード数は約10万回を記録している。Android用公式アプリの提供も行っている。東日本大震災直後には、期間限定でradiko.jp復興支援プロジェクトアプリもリリースされていた。2022年8月24日より、iPhone向けアプリの推奨環境が“iOS 13.0以降”に、Android向けアプリの推奨環境が“Android OS 7.0以降”にそれぞれ変更された。
地下鉄・地下街など、電波状態が宜しくない地域で受信する場合には、リアルタイムから見て15秒 - 最大3分まで時間差をずらして聞くことができるタイムラグ調整のための「バッファー時間設定」の機能がある。
radiko auto
スマートデバイスリンクに対応した自動車のインフォテイメントシステムやカーナビゲーションなどと連携できるAndroid用公式アプリ。アプリ単体でも操作・聴取可能。ライブ聴取・エリアフリーに対応するが、タイムフリー機能は非対応。対応機器はパソコン・スマートフォン以外にも、下記のような各種機器やアプリが順次リリースされている。
光iフレーム
NTT東日本がフレッツ光・Bフレッツ契約者向けに提供するタブレット型端末「光iフレーム」でradikoを聴取可能。
デジタルテレビ・ワンセグテレビ・テレビ周辺機器
パナソニック製のデジタルテレビ「VIERA」で、2010年以降発売の一部機種では、「テレビでネット」「ビエラ・コネクト」機能を利用しradikoを聴取可能。同社ブルーレイレコーダー「DIGA」で、2011年以降発売の一部機種でも同様の機能を利用してradikoを聴取可能。同社ポータブルワンセグテレビの一部機種でも無線LANによるインターネット接続でradikoを聴取可能。
AVアンプ
オンキヨー製の2011年3月以降発売のradiko対応AVアンプはネットワークに接続することでradikoを聴取可能。
PlayStation Vita
ソニー・コンピュータエンタテインメントの携帯ゲーム機、PlayStation Vita用に専用アプリが提供されている。独自の機能として、当該エリア内全ての放送局の番組表を表示できる全局番組表、事前に予約して自動再生ができる自動再生予約機能などがある。配布当初はWi-Fi環境のみの対応であったが、バージョンアップにより3G回線を使用しても聴取可能となった。
スマートスピーカー（AIスピーカー）・スマートディスプレイ
2020年1月現在、Amazon Echo/Echo Show・Google Home（現在：Google Nestシリーズ）/Nest Hub・Clova WAVEに対応。うちAmazon Echo/Echo Showは2018年8月20日より、Amazon Alexaの音声スキルとradikoアカウントをリンクさせることによりradikoプレミアムにも対応。
Amazon Fire TVシリーズ
Amazon Alexaの音声スキルを使用してAmazon Fire TVで再生が可能。
Amazon Alexa
iOS版/Android版Amazon Alexaの音声スキルを使用してAmazon Alexa内で再生が可能。
ラジスマ（radiko+FM）
radikoアプリの機能を拡張、スマートフォン内蔵のFMラジオチューナーと連係し、radikoアプリのユーザーインターフェイスのままFM波（AM局はFM補完放送（ワイドFM）のみ）に切り換えて受信できるもので、radiko参加局はそのままプリセット状態で、それ以外の局も周波数を直接指定して受信可能。2019年11月時点で「らくらくスマートフォンme F-01L」（NTTドコモ/富士通コネクテッドテクノロジーズ）と「URBANO V04」（au/京セラ）、「ZenFone 6」「ROG Phone II」（SIMフリー/ASUS 、いずれも国内正規品のみ）、「Galaxy A20 SC-02M・SCV46」（NTTドコモ・au・UQ mobile/サムスン電子）が対応している。民放連は放送波とradikoで相互補完することを狙いとしており、今後対応機種を増やしていくとしている。なお、2021年現在、対応機種には通常のradikoアプリとは異なる「radiko+FM」アプリがプリインストールされている。
なお、公式にはラジスマではないが、Xperia（ソニー）のように、スマホのアプリにFMラジオが搭載されたものも存在する。
Google アシスタント
2019年12月より、radikoアプリとAndroid端末に標準搭載されているGoogle アシスタントにおいて「Ok, Google ラジオ/（放送局名）つけて」と呼びかけることで、radikoアプリが起動しradiko加盟局のストリーミング再生が可能となった。ただし、iOS版Google アシスタントに関しては2020年1月以降に対応。
radikoガジェット
ウェブブラウザを起動しなくてもradikoを聴けるradiko公式アプリケーション・ソフト（Windows・Macに対応しているが、同時にAdobe AIRのインストールも必要）。基本サービスの放送局をリアルタイムで聴取出来た。radikoプレミアム・radikoタイムフリーには非対応。配信設備のベースとなっていたAdobe Flashのサポートが2020年12月で終了するのに先駆けて、本ソフトのサポートも同年11月30日で終了した。
radiko for au
2019年9月5日サービス開始。2019年9月30日をもって終了したLISMO WAVEの代替サービス。auユーザーのうち、auスマートパス及び同プレミアム加入者向けサービス用アプリ。基本サービスに加え、radikoに参加している民放FM放送局の51局がエリアフリー聴取可能。タイムフリーはアプリを使用している地域で無料聴取可能な放送局のみ利用可能。サービス開始当初、NHKラジオ第1（使用している地域に応じた近隣の放送局）とNHK-FM（地域に関わらず東京のものを配信）は本アプリで聴取出来なかったが、2019年12月より聴取可能となった。2022年6月30日にサービス終了。
以後、順次各種モバイル端末向け公式アプリケーションをリリースすることやネット利用の放送連動サービスを検討している。本格運用では、公式ソフト・アプリケーションによるradiko独自の広告収入を想定している。

### 非公式
非公式アプリケーション・ソフト・サービスについて、かつてradikoの運営側だったIPサイマルラジオ協議会では「黙認するつもりはない」としているが「ラジオの楽しみを広げるためのさまざまなアプリを排除することが目的ではない」と見解を示し「権利者に不利益が、当協議会と権利者との向き合いに支障を来たすものに関しては、対応策を検討中」「リスナーの皆様が聴取不能になるような配信障害を引き起こす恐れのあるサービスに関して、アクセスの制限かけさせていただきます」としており、当時の協議会では公式アプリケーション・ソフトの公開や各種サービスの実施など公式サービスの充実、セキュリティ強化のようなシステム面などの対応策を随時実施する方針としていた。
非公式な周辺サービスはAPI未公開にもかかわらず、個人開発者などによって開始から数日後にradikoを便利に使うための各種ソフト「Webブラウザ起動不要でradiko聴取可能なソフト」「radiko予約録音対応ソフト」「radikoと匿名掲示板やTwitterを連携・連動させて利用可能なソフト」などが続々とリリースされ盛り上がっている。
2010年4月6日にiPhone用アプリケーションとして非公式（個人ユーザー開発）の無料アプリ2本が同時に公開され使用可能となっていたが同年4月7日16:00に実施されたセキュリティ強化によりエリア外聴取機能が制限されたため、その影響を受ける無料アプリは使用制限・困難・不可状態となった。
2010年4月20日未明（4月19日深夜）の『伊集院光 深夜の馬鹿力』（TBSラジオ）サイマル配信時にアクセスが集中してサービスに接続不可となる不具合が発生、当時radikoの運営側だったIPサイマルラジオ協議会で調査した結果「配信システムの増強を行ったにもかかわらず、このような事象が起きた原因を調査した結果、特定の録音アプリケーションからの過大なアクセス集中（ループ状態）が原因」と判明したことで不具合発生の恐れがあるサービスに対してアクセス制限が行われた。
また、パソコンのデスクトップガジェットや、スマートフォン向けの非公式アプリも存在しており、これらもradikoとNHKネットラジオ らじる★らじる、およびコミュニティ放送やインターネットラジオ局などがシームレスで選局・かつ録音も可能な互換アプリもある。
2016年8月4日に非公式アプリの「raziko」に対し、同アプリの配信中止を求める文書を送付しており、2019年9月4日にはradikoから非公式アプリについて改めて声明を出している。
| 「 | 迂回的・潜脱的な方法で当社番組の録音やエリア外聴取等を可能にする無許諾のアプリ（その中には、広告収入を得ているものさえあります）が放置されなければ、現行の「radiko」正規サービスの存続自体が困難となりかねず、ひいてはユーザーの皆様の聴取機会が奪われてしまいかねません。このような事情に鑑み、当社としては、このような無許諾アプリを容認することはできないものと考えております。 | 」 |

Razikoでは、radikoプレミアム・エリアフリー会員の制度が導入される以前から、radikoで配信される全国のラジオ放送局の番組を無料で聴取できるシステムを取り入れていたが、本家radikoからの配信停止要請を受けて、android向けのサービス提供を停止されたという。このため、上記のradiko非公認の互換アプリにおいても、エリアフリー聴取の場合はradikoプレミアム会員の認証が必要となるアプリも多く存在する。

## 他のシステムを利用したサイマル配信・放送
radikoの試験配信開始時点においても、他のシステムを利用したサイマル配信やサイマル放送が既に行われている。
- ラジオNIKKEIでは携帯電話・PHS向けに市況情報や競馬中継も含めた全番組を配信する有料サービスも実施している。
- 南海放送ラジオでは、2010年12月18日から、全国のローカル局としては初めてインターネットラジオ（映像付きIPラジオ同時配信（ウィットチャンネル））の実験放送を行っていたが[225]、2015年3月末にネット配信を終了[226]。愛媛県内の一部のCATV局は引き続き配信している（同局の番組表より）2019年10月22日は同局のワンセグ2サービスでラジオの同時放送を行っている[227]。
- TOKYO FMはミュージックバードのSPACE DiVAで、J-WAVE等のJFL加盟局、FMヨコハマ、FM COCOLOはUSENのSOUND PLANETで、ラジオNIKKEIはSPACE DiVA（第1放送第2放送共に）とSOUND PLANET（第1放送のみ）の両方で、いずれも受信契約が必要となるが、サイマル放送を行っている。
- ケーブルテレビ最大手のジュピターテレコム（J:COM）は、2011年秋から大阪市内の一部エリアを対象に、データ放送の音声送信機能を利用したコミュニティチャンネルによるMBSラジオの再送信の実証実験を実施。2012年4月23日からは、大阪府・兵庫県・京都府・和歌山県のJ:COMエリア全域で、コミュニティチャンネル（12チャンネル）のデータ放送を利用した全日無料再送信を本格的に開始した。2014年11月時点では関東地区（TBSラジオ・文化放送・ニッポン放送）、福岡県（RKB・KBC）でも実施している。
- 番組個別で地域制限なくサイマル配信を行っている事例もあり、過去に『オールナイトニッポン』（ニッポン放送）や『BATTLE TALK RADIO アクセス』（TBSラジオ）の一部時期[注 108]などで実施され、現在でも『荻上チキ・Session-22』（TBSラジオ）で実施されている。これらの特徴として、権利上の問題から音楽やCMをカットした状態で配信されることがある。この点を逆手にとって、『Monday Bookmark』（BSSラジオ、Ustream使用）ではカットした部分をトークでつないでおり、本放送では聞けないトークを聞く事が出来た。
- 災害時の対応として、必要な情報を提供する手段の一環として、既存の動画サイトを利用したサイマル配信を行ったり、独自のサイマル配信を行う事例がある（具体的事例は「東日本大震災における放送関連の動き」を参照）。

### 過去の事例
- 2008年9月29日から2011年3月31日まで、地上デジタルラジオの実用化試験放送の一環として、在京地上波AMラジオのサイマル放送（TBSラジオデジタル・文化放送プラス・ニッポン放送DIGITAL）が実施されていた。地上デジタルラジオは最終的に実用化が見送られる格好となった。
- J-WAVEではradikoとは別にBrandnew J（2011年3月終了）において平日のワイド番組を行っていたほか、CSスカパー!（DIGITAL J-WAVE 505）などでサイマル放送を実施していた。
- ラジオNIKKEIでは、BS（ビー・エス・コミュニケーションズ）およびCSスカパー!（デジタルたんぱ）の衛星を利用したサイマル放送を実施していたこともある。2012年6月末までは「ラジオNIKKEIライブストリーミング」として平日の第1放送の番組のほとんどをサイマル放送、iPhone用アプリによる配信（有料、市況放送・中央競馬実況中継を含めた全番組を配信）も実施していた。これらは全国で聴取可能だった。
- スカパー!においては、J-WAVE・ラジオNIKKEIに加え一時はラジオ沖縄やInterFM（スターデジオ経由）などのサイマル放送を実施してきたが、放送大学を最後に2012年3月31日をもってすべて終了した。
- 放送大学では、2018年9月末まで関東地区に限り地上波と同時にBSデジタル放送の531チャンネル（2011年10月以降）[注 109]にてサイマル放送が行われていた。2018年9月末をもって地上波での番組放送を終了し、以降BSデジタル放送及びradikoを含むネット配信に集中している。
- iPhone向けの公式サイマル配信では、TOKYO FMで試験運用されているアプリによる配信（1都4県限定配信[注 110]）が行われていた。
- iPhone向けの公式サイマル配信のうち、過去に「kikeruアプリ」（2010年12月10日サービス終了）による文化放送（超!A&G+での一部地上波とのサイマル配信・時差ネット番組）、J-WAVE（Brandnew Jで実施されているサイマル配信番組のみ）、ラジオNIKKEIの配信などが行われていた。
- コミュニティ放送の東京コミュニケーション放送でも独自の方法で配信していた。
- 青森放送では、NTT東日本と共同で1986年から青森市までの通話料のみで青森本局のラジオ音声を電話で聴くことが出来るテレホンサービスを行っていたが、2015年3月31日で終了している（以前は弘前中継局のテレホンサービスも行っていた）。
- 南海放送では、1986年から松山市までの通話料のみでラジオ音声を電話で聴くことが出来るテレホンサービスを行っていたが、2013年3月31日で終了している。
- エフエム富士では、2005年ごろ終了したが、NTTのテレドームでFM FUJIを全国から聴取することができた。
- KDDIは2011年1月26日からLISMOに対応したauの携帯電話・スマートフォン向けに音楽ストリーミングサービス「LISMO WAVE」を開始、全国の民放FM52社のラジオ番組をエリア制限無しで日本全国で聴ける有料サービスを実施していた[228]。2019年9月30日でサービスを終了した。
- VHF-Low周波数による放送波とインターネット配信によるマルチメディア放送を行っていたi-dioでは、2018年5月1日より北海道・東北地区で同地区のJFN系FM7局を、2018年6月26日より中国・四国地区で同地区のJFN系FM8局を地区内エリア制限なしで放送・配信していた。i-dio対応ラジオとandroid・iOSアプリによるスマートフォン端末等で聴取が可能であったが、2020年3月31日にサービスを終了した。
- TOKYO FMと関連会社のジグノシステムジャパンは2011年12月5日からNTTドコモのスマートフォン及び、iPhone（ソフトバンクモバイル・KDDIとも）向けにJFN系列38局のラジオ番組をエリア制限無しで日本全国で聴ける有料サービス「ドコデモFM」を開始[229][注 111]。後にGoogle Play支払いで、au・ソフトバンクの機種でも使えるアプリがリリースされた[注 112]。2018年4月3日からはJFN系と中心とした全国39局のエリア制限なく無料で聴取できる「WIZ RADIO」のサービスを開始[230]。「JFN PARK」アプリでも、2018年7月にラジオ機能が追加され、JFN系を中心とした39局が月額課金なしで聴取可能となっていたが、WIZ RADIOとJFN PARKのラジオ配信サービスは2020年9月30日をもって終了。ドコデモFMによる配信サービスも2021年2月28日をもって終了した。
- インターネットテレビ局のABEMA（AbemaTV）では、ラジオ専門チャンネル「ABEMA RADIO」を2017年12月1日に開設、オリジナル番組の他にJ-WAVEや文化放送、コミュニティFM局の渋谷のラジオなどで放送されている番組を全国向けにサイマル配信または時差ネット配信を行っていた。2022年12月31日をもってサービス終了[231]。

## テレビCM
- 「アメフトしながら」篇（2015年）
- 「チーム移籍」篇（2015年）
- 「アイツとラジオとワタシ」篇（2016年）

※ラジオCMは、各局ごとに独自のCMを制作・放送している。

## radiko.jp復興支援プロジェクト
東北地方太平洋沖地震（東日本大震災）の被災者への情報を提供するため、2011年3月13日17:00からエリア制限を解除。当時radikoに参加していた全13局が全国で聴取可能となった。2011年3月25日から当初の予定通り中京地区各局でも本配信が開始されたが、これについても全国に配信された。この制限解除は近畿・中京地区各局は同年3月31日まで、関東地区各局については同年4月11日まで続けられた。
同年4月28日12:00より順次、被災地の全7局のラジオ放送をエリア制限なしで全国に配信した。この7局については通常のradiko.jpとは異なり、「radiko.jp復興支援プロジェクト」で、番組情報・楽曲情報表示がない状態で配信していた。開始当初は被災局からメディアセンターまでのIP回線が引けなかったため、既設の中継回線を使用してデータセンターに音声を送っていた。対応機種はPCとスマートフォン以外にも、復興支援プロジェクトの配信に対応した機種やアプリでも聴取可能であった。対象局のうち茨城放送は、4月12日から通常のradikoでも茨城県域にて配信を開始したことにより、両サービスで配信された。
地上波で放送される番組のうち、『天使のモーニングコール』など一部番組は配信されなかった。FM3局ではCMを流さずフィラーに差し替え、ラジオ福島ではいわき局のCMが配信されていた。プロ野球中継については、IBC岩手放送・ラジオ福島はすべて配信休止、東北放送はKスタ宮城などで行われる東北楽天ゴールデンイーグルスの主催試合に限り配信、茨城放送は地上波と同内容を配信した。配信は同年10月末までの6ヶ月程度を予定していたが、2012年3月31日まで延長して配信された。
| 地上波放送対象地域 | 放送局名    | 配信期間                      | 備考     |
| ------------------ | ----------- | ----------------------------- | -------- |
| 岩手県             | IBC岩手放送 | 2011年5月16日 - 2012年3月31日 | モノラル |
| 岩手県             | FM岩手      | 2011年4月28日 - 2012年3月31日 |          |
| 宮城県             | 東北放送    | 2011年5月16日 - 2012年3月31日 |          |
| 宮城県             | Date fm     | 2011年4月28日 - 2012年3月31日 |          |
| 福島県             | ラジオ福島  | 2011年4月28日 - 2012年3月31日 |          |
| 福島県             | ふくしまFM  | 2011年4月28日 - 2012年3月31日 |          |
| 茨城県             | 茨城放送    | 2011年5月16日 - 2012年3月31日 |          |

## 民放ラジオ局以外の取り組み
- SimulRadio・ListenRadio：日本国内の多くのコミュニティFMの放送を配信。
- JCBAインターネットサイマルラジオ：JCBAに加盟しているコミュニティFMの放送を配信。
- FM++（エフエムプラぷら）：専用アプリでコミュニティFMの放送を配信している他、自治体の気象警報や災害警報等の配信通知も行っている。